# Collision Course
A Collision Course a Linkin Park és Jay-Z közös albuma, melyet 2004-ben adtak ki.

## Háttérinformációk és a készítés
Címének fordítása „ütközési pálya”, ami valószínűleg a két együttes találkozására és a közös munkájára utal. A korongot a Linkin Park Jay-Z-vel együttműködésben készítette el. Minden dal egy Jay-Z és egy Linkin Park szám összegyúrásából készült. Az album az együttes 4. stúdióalbuma, ám ha az összes albumot nézzük, az 5., mert közvetlenül előtte készült el a Live in Texas c. koncertfelvétel.

### Kiadások
Az albumnak kétfajta kiadása létezik:
- CD
- DVD – a számok mellett a stúdiómunkálatok és koncertek felvételeivel

### Borító
A borítón egy koncertre emlékeztető grafika látható. Bár a Jay-Z & Linkin Park felirat a közepét eltakarja, így is jól kivehető néhány tárgy: gitár, dobok, kezek, szintetizátor, keverőpult, hangfalak, sőt még több mikrofon is.

### Az album ötlete
Az MTV megkérdezte Jay-Z-t, hogy kivel szeretne közösen fellépni, amire egyből rávágta, hogy a Linkin Parkkal. Ez meg is történt, és meg is örökítették, az album formájában.
Meglepő módon az egész stúdiómunkálat rögzítve lett, amelyet később a koncert követett.

### Számlista
1. Dirt Off Your Shoulder/Lying From You – 4:05
2. Big Pimpin'/Papercut – 2:36
3. Jigga What/Faint – 3:31
4. Numb/Encore – 3:25
5. Izzo/In The End – 2:45
6. Points Of Authority/99 Problems/One Step Closer – 4:56